# Kisszentmárton
Kisszentmárton là một thị trấn thuộc hạt Baranya, Hungary. Thị trấn này có diện tích 14,86 km², dân số năm 2010 là 268 người, mật độ 18 người/km².